# Артигас, Сальвадор
Сальвадор Артигас (исп. Salvador Artigas Sahún; 23 февраля 1913, Барселона, Испания — 6 сентября 1997, Бенидорм) — испанский футболист, центральный защитник, после завершения карьеры футболиста тренировал ряд сильных французских и испанских клубов, а также сборную Испании.

## Карьера
В качестве игрока Артигас начал карьеру в «Барселоне», но большую часть карьеры он провёл во французском чемпионате, играя за клубы «Бордо», «Ле-Ман» и «Ренн». Тренерскую карьеру он начал в качестве играющего тренера в «Ренне», затем тренировал клубы в которых ранее был игроком «Реал Сосьедад», «Бордо» и «Барселону», с «Барселоной» он стал обладателем Кубка Испании. В 1969 году Артигас ненадолго возглавил сборную Испании. В дальнейшем тренировал на родине, возглавляя такие сильные клубы, как «Валенсия», «Атлетик Бильбао» и «Севилья».

## Достижения
- Обладатель Кубка Испании: 1968